# Aremi Fuentes
Aremi Fuentes (Tonalá, 23 de maio de 1993) é uma halterofilista mexicana, medalhista olímpica.

## Carreira
Fuentes conquistou a medalha de bronze nos Jogos Olímpicos de Verão de 2020 em Tóquio, após levantar 245 kg na categoria feminina para pessoas com até 76 kg. Ela competiu em campeonatos mundiais, inclusive no Campeonato Mundial de Halterofilismo de 2015.